# حرب الاستقلال المكسيكية
حرب الاستقلال المكسيكية (بالإسبانية: Guerra de Independencia de México)‏ هو نزاع مسلح أنهى حكم أسبانيا على إقليم إسبانيا الجديدة في عام 1821. هذه الحرب هي من توابع الغزو الفرنسي لإسبانيا في عام 1808؛ وامتد من صرخة دولوريس التي أطلقها الأب ميغيل هيدالغو إي كوستيا يوم 16 سبتمبر 1810، إلى دخول الجيش الضمانات الثلاثة بقيادة أغوستين دي إتوربيدي إلى مدينة مكسيكو في 27 سبتمبر 1821. ويحتفل بيوم 16 سبتمبر بكونه عيد استقلال المكسيك.
استلهمت حركة الاستقلال من عصر التنوير والثورات الليبرالية في الجزء الأخير من القرن الثامن عشر. وبحلول ذلك الوقت كانت النخبة المثقفة في أسبانيا الجديدة قد بدأت تعيد التفكير في العلاقات بين إسبانيا وأملاكها الاستعمارية. تسببت التغيرات في البنية الاجتماعية والسياسية التي نجمت عن إصلاحات البوربون وكذلك الأزمة الاقتصادية العميقة في أسبانيا الجديدة بإزعاج في أوساط نخبة الكريول، والذي توطنوا المنطقة.
كان للأحداث السياسية في أوروبا تأثير حاسم على الأحداث في معظم أمريكا الإسبانية. في عام 1808، تنازل الملكان كارلوس الرابع وفرديناند السابع عن العرش لصالح الزعيم الفرنسي نابليون بونابرت، الذي منح تاج اسبانيا لأخيه جوزيف بونابرت. وفي نفس العام، طالب مجلس البلدية لمدينة مكسيكو (بالإسبانية: Ayuntamiento)‏ بالسيادة في غياب الملك الشرعي بدعم من نائب الملك خوسيه دي إيتوريغاراي. وقد أدى ذلك إلى انقلاب ضد نائب الملك؛ تم قمع الانقلاب وسجن قادة الحركة.
ورغم الهزيمة في مكسيكو سيتي، التقت مجموعات صغيرة من المتآمرين في مدن أخرى في أسبانيا الجديدة لإنشاء حركات ضد الحكم الاستعماري. بعد أن اكتشف أمر المتآمرين في كويريتارو عام 1810، قاموا بحمل السلاح يوم 16 سبتمبر برفقة الفلاحين والسكان الأصليين في دولوريس (غواناخواتو)، الذين دعوا إلى الثورة من قبل الكاهن الكاثوليكي العلماني ميغيل هيدالغو، الرئيس الأسبق لنقابة سان نيكولاس أوبيسبو.
من عام 1810 مرّت حركة الاستقلال بعدة مراحل، حيث تم سجن القادة أو إعدامهم على يد قوات الموالية لإسبانيا. في البداية اعترفوا بسيادة فرديناند السابع على اسبانيا ومستعمراتها، ولكن قادة الثورة اتخذوا في وقت لاحق مواقف أكثر راديكالية، بما في ذلك قضايا النظام الاجتماعي مثل إلغاء الرق. ودعا الكاهن العلماني خوسيه ماريا موريلوس المحافظات الانفصالية لتشكيل مؤتمر تشيلبانسينغو، الذي أعطى التمرد إطارا قانونيا خاصا به. بعد هزيمة موريلوس، تحولت حركة الاستقلال إلى حرب عصابات تحت قيادة فيسنتي غيريرو. وقبل عام 1820، نجا عدد قليل من الجماعات المتمردة وعلى الأخص في مناطق سييرا مادري ديل سور وفيراكروز.
تمت إعادة دستور قادش الليبرالي في عام 1820 وهو ما غير أفكار جماعات النخبة التي دعمت الحكم الإسباني. قرر أنصار الملك من الكريول، والذين تضرروا من الدستور، دعم استقلال أسبانيا الجديدة؛ وسعوا للتحالف مع المقاومة المتمردة السابقة. قاد أوغستين دي إتوربيدي الجناح العسكري للمتمردين والتقى فيسنتي غيريروفي أوائل عام 1821. أعلن كلاهما خطة إغوالا، التي دعت لاتحاد جميع الفصائل المتمردة وتم دعمها من قبل كل من الطبقة الأرستقراطية ورجال الدين في أسبانيا الجديدة. ودعت لنظام ملكي في المكسيك المستقلة. وأخيرا، تم تحقيق استقلال المكسيك يوم 27 سبتمبر 1821.
بعد ذلك، تم تنظيم البر الرئيسى لأسبانيا الجديدة ليكون الإمبراطورية المكسيكية. زالت هذه الملكية الكاثوليكية بسرعة لتتحول إلى جمهورية اتحادية في عام 1823، وذلك بسبب الصراعات الداخلية وانفصال أمريكا الوسطى عن المكسيك.
قامت إسبانية ببعض المحاولات لاستعادة المكسيك، بما في ذلك حملة إيسيدرو باراداس في عام 1829، واعترفت أسبانيا تحت حكم إيزابيلا الثانية باستقلال المكسيك في عام 1836.

## انهيار الحكم الإمبراطوري والاستقلال
كان على إتوربيده إقناع الضباط المؤيدين للنظام الملكي بالانشقاق ودعم الاستقلال وقوات التمرد القديمة مختلطة الأعراق. بالنسبة إلى بعض القادة الملكيين، غادرت قواتهم المكان ببساطة، كما عفا بعض الضباط عن متمردين سابقين. عزلت القيادة العسكرية العليا في مدينة مكسيكو الممثل الملكي في إسبانيا الجديدة خوان رويز دي أبوداكا في يوليو مستبدلة به نائب الملك المؤقت، الجنرال الملكي فرانسيسكو نوفيا. بحلول وقت قدوم النائب الملكي الجديد خوان أودونوخو، كانت البلاد بأكملها تقريبًا تدعم خطة إغوالا. انشق معظم الجنود للانضمام إلى جيش الضمانات الثلاثة لإتوربيده وخسرت إسبانيا قضيتها.
في الرابع والعشرين من أغسطس عام 1821، وقع ممثلون عن التاج الملكي الإسباني -ومن بينهم نائب الملك الجديد خوان أودونوخو- وإتوربيده اتفاقية قرطبة، والتي اعترفت بالاستقلال المكسيكي تحت بنود خطة إغوالا.
فيما بعد تنازل أودونوخو عن لقب نائب الملك، لكن الحكومة الإسبانية رفضت امتلاك أودونوخو أي سلطة تخوله التوقيع على الاتفاقية، لكن على الأرض كان إتوربيده برفقة جيش الضمانات الثلاثة يتقدمون منتصرين نحو مدينة مكسيكو في السابع والعشرين من سبتمبر عام 1821.
في اليوم التالي، صدر بيان باستقلال المكسيك هو إعلان استقلال الإمبراطورية المكسيكية. أدت خطة إغوالا واتفاقية قرطبة إلى الوصول إلى تحالف بين المتمردين ومؤيدي الملكية السابقين الذين تحولوا إلى أنصار للاستقلال، أدى ذلك إلى تحقيق الاستقلال بشكل سريع دون أي صراع عسكري يذكر. حالما حصلت البلاد على الاستقلال، بدأ الشقاق بين المصالح المختلفة للفئات الحاكمة يظهر مرة أخرى بشكل سريع.

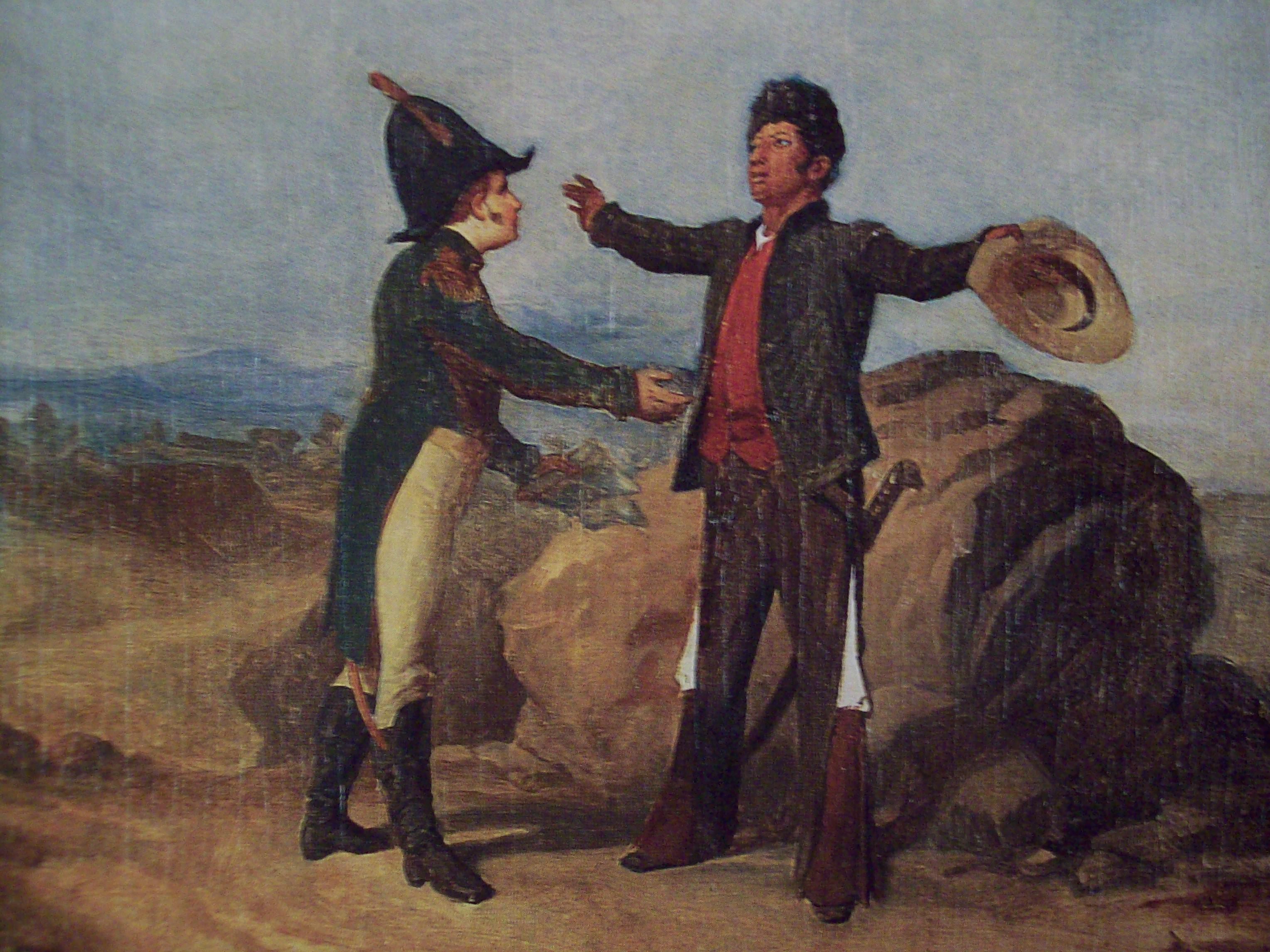
أبرازو دي أكاتيمبان وغيريرو وإيتوربيدي يشكلون تحالفًا، 1821.

## إنشاء الإمبراطورية المكسيكية الأولى
في السابع والعشرين من سبتمبر عام 1821، دخل جيش الضمانات الثلاثة إلى مدينة مكسيكو، وفي اليوم التالي أعلن إتوربيده استقلال الإمبراطورية المكسيكية كما فضل دعوة إسبانيا الجديدة. لم يبرم البرلمان الإسباني اتفاقية قرطبة بشكل رسمي. وضع إتوربيده بندًا خاصًا في الاتفاقية ترك إمكانية مفتوحة لتعيين ملك من الكريولو من قبل المجلس الوطني المكسيكي إذا لم يقبل أي شخص مناسب في العائلات الملكية الأوروبية مسؤولية التاج. كان مؤيدو إتوربيده يمثلون نصف الموظفين الحكوميين الجدد.
في ليلة الثامن عشر من مايو عام 1822، انطلقت مظاهرة بقيادة فوج السيلايا -الذين كان إتوربيده قد قادهم خلال الحرب- عبر شوارع المكسيك وطالبت بقبول قائدهم العسكري. في اليوم التالي، أعلن المجلس عن إتوربيده إمبراطورًا للمكسيك. في الحادي والثلاثين من أكتوبر عام 1822، حل إتوربيده المجلس واستبدله بمجلس عسكري متعاطف معه.

## تحديات سابقة لحكم السلطة الملكية

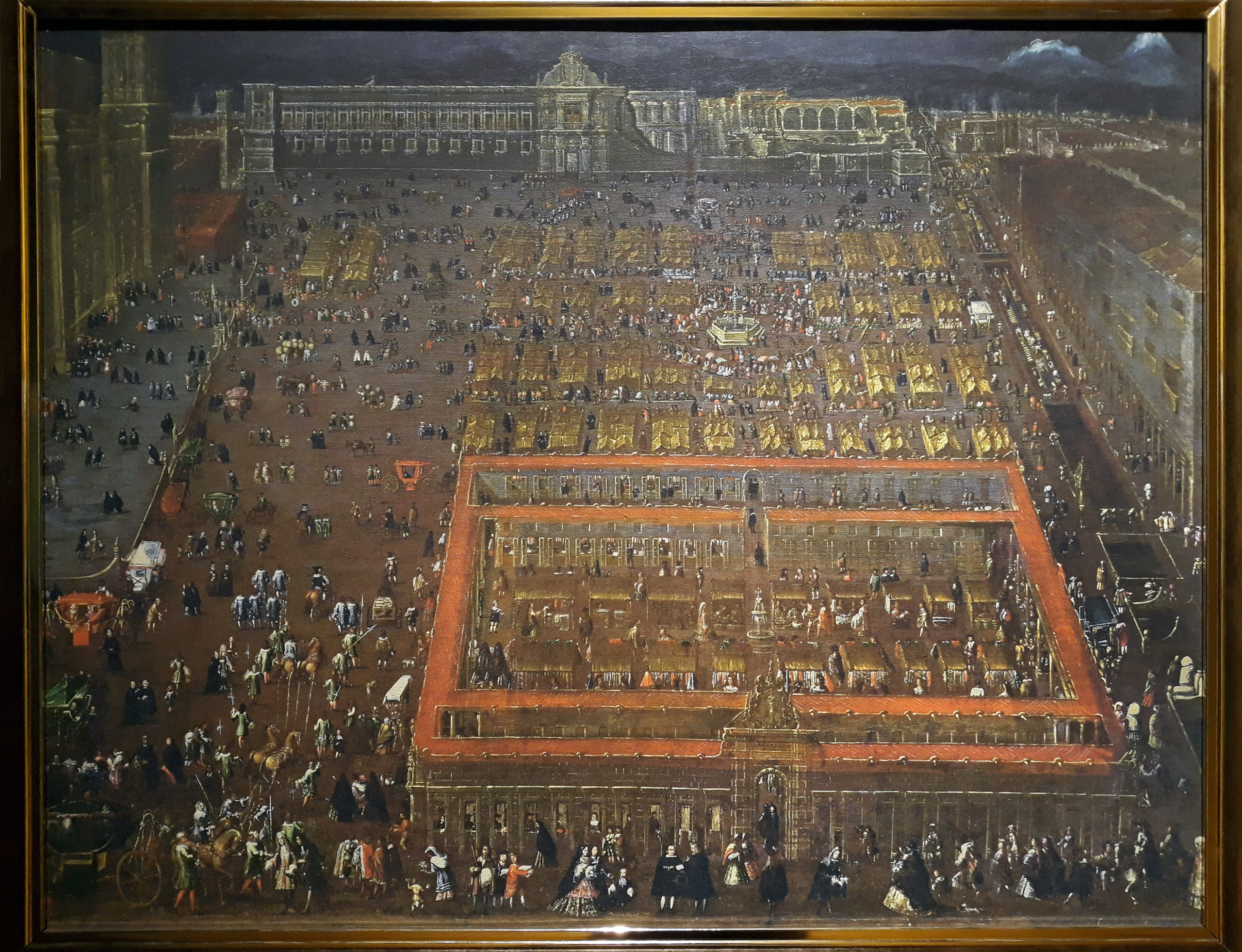
كريستوبال دي فيلالباندو ، 1695. منظر لبلازا مايور لمكسيكو سيتي

ثمة دليل من الفترة الأولى لتاريخ ما بعد غزو المكسيك على أن بعض النخب بدأت بالحديث عن فكرة هوية مكسيكية مستقلة. كانت هناك تحديات قليلة نسبيًا للقوة الإمبريالية الإسبانية قبل التمرد من أجل الاستقلال أوائل القرن التاسع عشر، إثر الغزو الفرنسي لشبه الجزيرة الإيبيرية عام 1808.
أحد أوائل التحديات كان من قبل الغزاة الإسبان الذين كانت ستتوقف مِنح الإنكومييندا التي منحتهم إياها السلطة الملكية ومكافآت الغزو مع وفاة حاملي المنح الحاليين. ضمّت مؤامرة الإنكومنديروس الدون مارتين كورتيس (ابن هيرنان كورتيس). نُفيت المركيزة، وأعدِم بقية المتآمرين. وُقع تحدٍّ آخر عام 1624 حين أطاحت النخب بنائب الملك الإصلاحي الذي سعى إلى وضع حدٍّ للنشاطات الاجتماعية البالغة التي حققوا منها أرباحًا والتي حجّمت المظاهر الوافرة لسلطة رجال الدين. أطيح بنائب الملك ماركيز دي غيلفيز، إثر اندلاع تمردٍ مدني لعوام مدينة مكسيكو سيتي حرّضت عليه تلك النخب. قيل إن الحشود كانت قد هتفت، «فليحيا الملك، فليحيا المسيح، الموت للحكومة السيئة، الموت للوثري المهرطق [النائب غيلفيس]! فليعتقل نائب الملك!». كان الهجوم ضد غليفيس بوصفه ممثلًا سيئًا للسلطة الملكية ولم يكن ضد الملكية أو الحكم الكولونيالي بحد ذاته. في عام 1642، كان هناك مؤامرة قصيرة الأمد في أواسط القرن السابع عشر لتوحيد إسبانيين أمريكيي المولد وسود وهنود وكاستيين ضد السلطة الملكية الإسبانية وإعلان استقلال المكسيك. الرجل الذي سعى لإحداث الاستقلال دعى نفسه الدون غيلين لامبارت إي غوزمان، وهو رجل أيرلندي المولد اسمه ويليام لابورت. اكتُشِفت مؤامرة لامبورت وجرى اعتقاله من قبل محاكم التفتيش عام 1642، وأعدِم بعد 15 عامًا بتهمة التحريض. هناك تمثال للامبورت في ضريح موسوليوم عند نَصْب إنجيل أوف إنديبيندينس في مكسيكو سيتي.

مع نهاية القرن السابع عشر، كان هناك تمرد ضخم في مكسيكو سيتي، حيث حاول حشد من العوام إحراق قصر نائب الملك ومكان إقامة رئيس الأساقفة. تُظهِر لوحة لكريستوبال دي فيالباندو أضرار اضطراب عام 1692. خلافًا للتمرد السابق عام 1624 الذي شاركت فيه النخب والذي أطاح بنائب الملك، دون تداعيات على المحرّضين، جرى تمرد 1692 من قبل العوام وحدهم وكان يتميز بالعرقية. هاجم المتمردون رموزًا أساسية للنفوذ الإسباني وهتفوا بشعارات سياسية. «اقتلوا الإسبان [أمريكيي المولد] والغاتشوبينيين [إسبان إيبيريي المولد] من يأكلون ذرتنا! نمضي إلى الحرب بسعادة! الله يريدنا أن نقضي على الإسبان! لا نبالي إن متنا دون اعتراف! أليست هذه أرضنا؟». حاول نائب الملك معالجة السبب الواضح للتمرد، وهو ارتفاع في أسعار الذرة أثّر على فقراء المدن. إلا أن تمرد عام 1692 «مثّل حربًا طبقية عرّضت سلطة الإسبان للخطر. كان العقاب سريعًا ومتوحشًا، ولم يجرؤ أي تمردٍ إضافي على تحدي الباكس هيسبانيكا». في أغلب الأحيان، كان هدف الثورات العديدة للسكان الأصليين في العهد الكولونيالي الإطاحة بالحكم الملكي، إلا أنها لم تكن حركات استقلال بحد ذاتها. غير أنه، خلال حروب الاستقلال، شكّلت القضايا على المستوى المحلي في المناطق الريفية ما سمّاه أحد المؤرخين «الثورة الأخرى». 

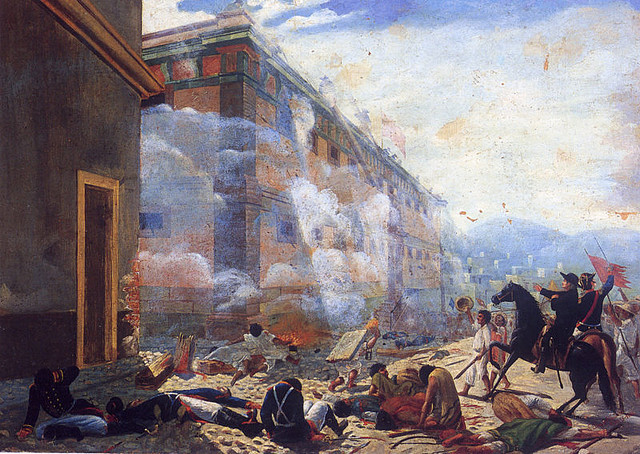
28 سبتمبر 1810 ، حصار

طوّر الإسبان أمريكيو المولد في إسبانيا الجديدة فهمًا وروابط خاصة بوطنهم العالم الجديد، الأمر الذي نُظر إليه على أنه وطنية كريولية. إلا أنهم لم يسعوا لاستقلال سياسي عن إسبانيا حتى زُعزع استقرار الملكية؛ نتيجة الغزو النابليوني لشبه الجزيرة الإيبيرية وهزيمة إسبانيا. مع تطبيق إصلاحات البوربون في أواسط القرن الثامن عشر، سعت السلطة الملكية الإسبانية إلى فرض قيود على النخب الإسبانية أمريكية المولد، وحدّت من وصولها إلى المناصب العليا لمصلحة الرجال الإسبان شبه جزيريي المولد.
في أوائل القرن التاسع عشر، أفضى احتلال نابليون لإسبانيا إلى اندلاع ثورات عديدة ضد الحكومة الكولونيالية على امتداد أمريكا الإسبانية. بعد إفشال مؤامرة المناجل عام 1799، قاد رجل الدين العلماني ميغيل هيدالغو إي كوستيا ثورةً كبرى في إقليم باخيو في عام 1810. استجاب العديد من العوام إلى ندائه إلى حمل السلاح في جريتو دي دولوريس (صرخة الآلام) عام 1810 وشيّد المرحلة الأولى من التمرد من أجل استقلال المكسيك. قبل عام 1810، لم يكن ثمة تأييد كبير للاستقلال، وحالما انطلقت ثورة هيدالغو، تلقّت تأييدًا كبيرًا فقط في باخيو وأقاليم ساحلية جنوبية.

## الغزو النابليوني لإسبانيا وأزمة سياسية في إسبانيا الجديدة 1808-1809

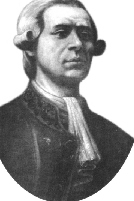
فرانسيسكو بريمو دي فيرداد وراموس

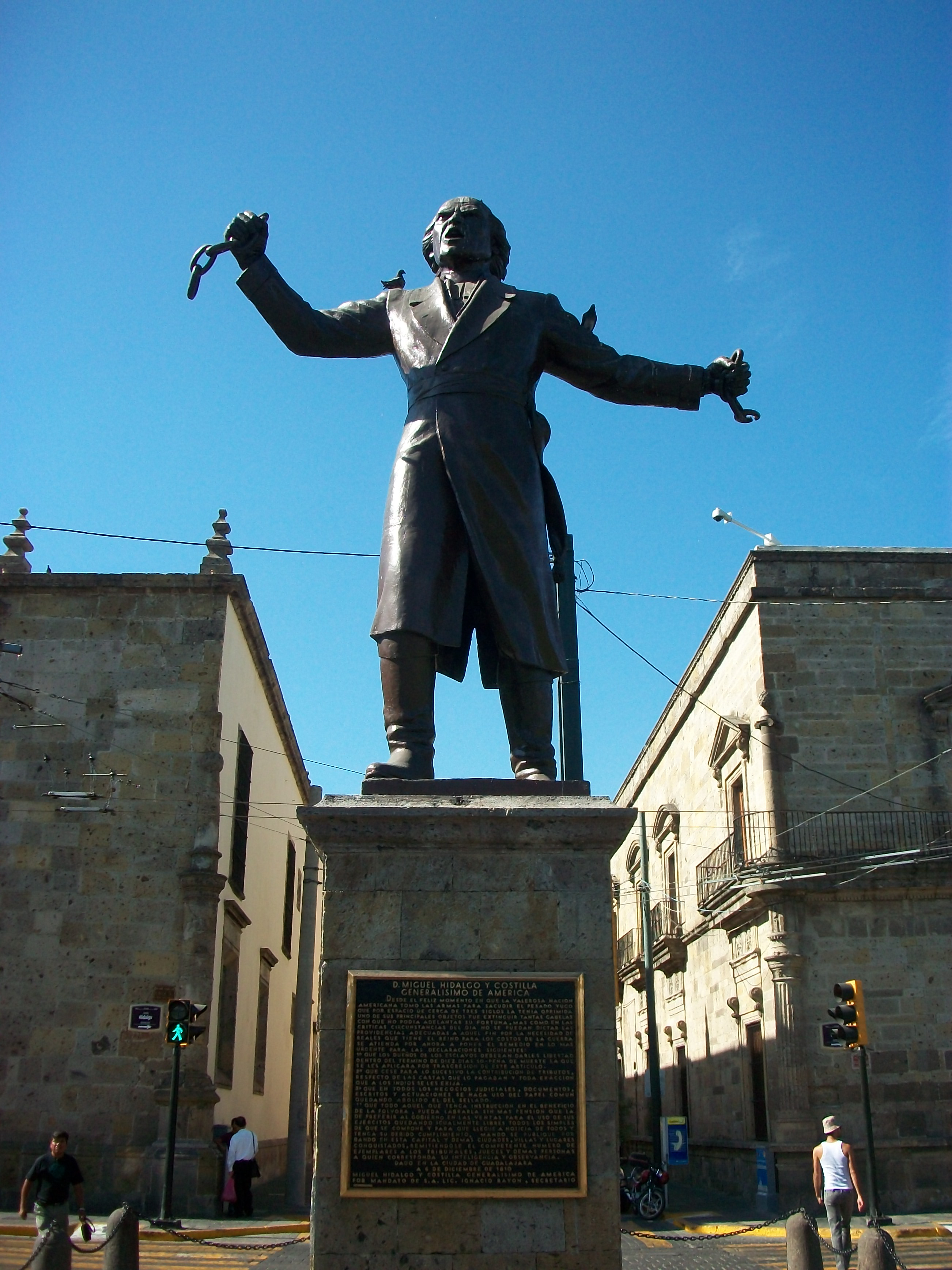
النصب التذكاري لفرقة ميغيل هيدالغو ، في بلازا دي لا ليبراسيون دي غوادالاخارا.

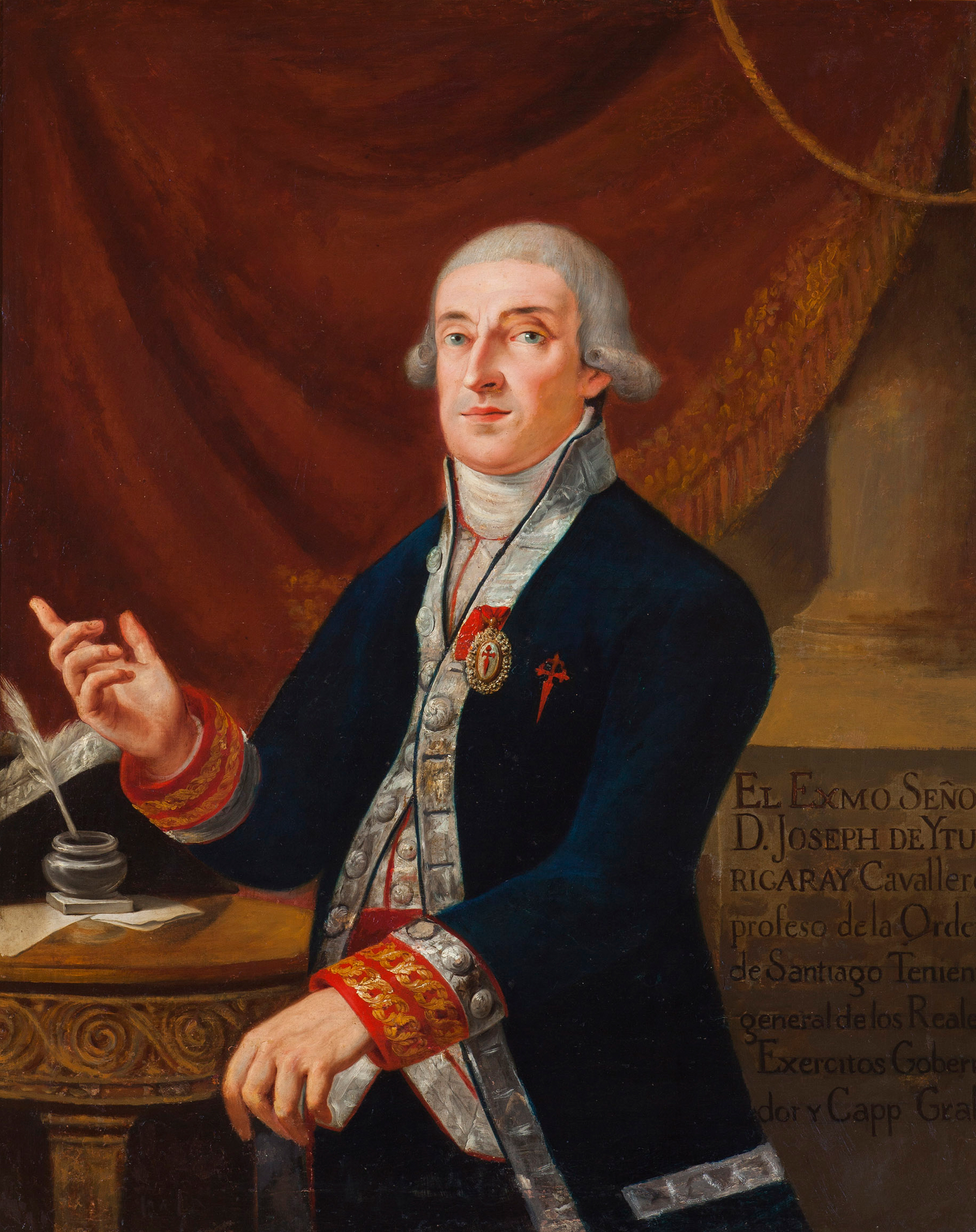
نائب الملك خوسيه دي إتوريغاراي ، أطيح به في انقلاب من قبل متآمرين شبه الجزيرة في عام 1808

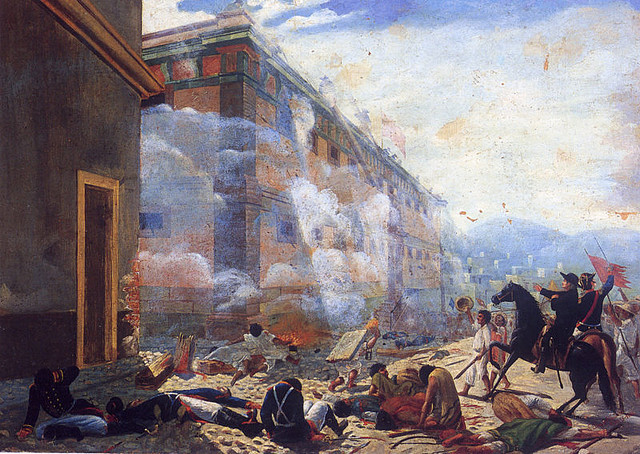
في 28 سبتمبر 1810 ، قاد هيدالغو حصار Alhóndiga de Granaditas في غواناخواتو

لم يزعزع غزو نابليون لشبه الجزيرة الإيبيرية إسبانيا فقط، بل زعزع أيضًا استقرار مستعمرات إسبانيا ما وراء البحار. كان نائب الملك «الصورة الحية للملك» في إسبانيا الجديدة. كان نائب الملك جوزيه دي إيتوريغاراي (1803-1808) قد عُيّن في منصبه من قبل السلطة الملكية حين غزت قوات نابليون إيبيريا وخلعت الملك الإسباني كارلوس الرابع وأعلِن جوزيف شقيق نابليون ملكًا، ما فجّر أزمة في الشرعية. كان نائب الملك إيتوريغاراي قد عُيّن من قبل كارلوس الرابع، فلم تكن شرعيته في الحكم موضع شك. في مكسيكو سيتي، بدأ مجلس المدينة (إيونتاميينتو (ayuntamient ، معقل الإسبان أمريكيي المولد، بطرح أفكار الحكم الذاتي لإسبانيا الجديدة، وإعلان أن تكون إسبانيا الجديدة على أساسٍ مساوٍ لإسبانيا. كان اقتراحهم سينشئ حكومة شرعية تمثيلية متمتعة بالاستقلال الذاتي، لكنه لم يكن بالضرورة انفصالًا عن الإمبراطورية الإسبانية. جاءت معارضة الاقتراح من العناصر المحافظة، ومن ضمنها قضاة المحكمة العليا (أوديينسيا Audiencia) شبه جزيريي المولد، الذين عبّروا عن مصالح شبه جزيرية. حاول إيتوريغاراي إيجاد تسوية بين الطرفين، إلا أنه فشل. عند سماع أخبار الغزو النابليوني ساورت بعض النخب شكوك أن إيتوريغاراي كان ينوي إعلان إقليم نائب الملك دولة ذات سيادة وتنصيب نفسه رأسًا للدولة الجديدة. مع نيلهم لدعم رئيس الأساقفة، وفرانسيس خافيير دي ليزانا إي بيامونت ومالك الأراضي غابرييل دي ييرمو وأعضاء آخرين من مجتمع النخبة في العاصمة، قاد ييرمو انقلابًا عسكريًا. اقتحموا قصر نائب الملك في مكسيكو سيتي في ليلة 15 سبتمبر 1808 وخلعوا نائب الملك وسجنوه إلى جانب بعض أعضاء مجلس المدينة الإسبان الأمريكيي المولد. عيّن المتمردون شبه الجزيريين بيدرو دي جاريباي نائبًا للملك. وبالنظر إلى أنه لم يكن مُعينًا من قبل السلطة الملكية، بل على العكس كان قائدًا لفصيل ثوري، نظر الكريليون إليه بوصفه ممثلًا غير شرعيٍّ للسلطة الملكية. زادت هذه الحادثة من راديكالية الطرفين. بالنسبة للكريوليين، كان من الواضح أنه من أجل الاستيلاء على السلطة كانوا بحاجة إلى حياكة مؤامرات ضد الحكم شبه الجزيري، وفي ما بعد أشهروا السلاح لتحقيق أهدافهم. كان غاريباي متقدمًا في السن وكان قد شغل منصبه لعام واحد فقط، استُبدل برئيس الأساقفة ليزانا إي بيومونت، وكان أيضًا يشغل منصبه لما يقارب العام. كان هناك سابقة لرئيس أساقفة يقوم بمهام نائب الملك، وبالنظر إلى وصول جاريباي إلى السلطة عبر انقلاب، كان لرئيس الأساقفة شرعيةٌ أكبر بوصفه حاكمًا. عُيّن فرانسيس خافيير فينيغاس نائبًا للملك ورَسَت سفينته في فيراكروز في أغسطس، ووصل إلى مكسيكو سيتي في 14 سبتمبر 1810. في اليوم التالي أطلق هيدالغو نداءه إلى حمل السلاح في دولوريس.